# O-Bahn

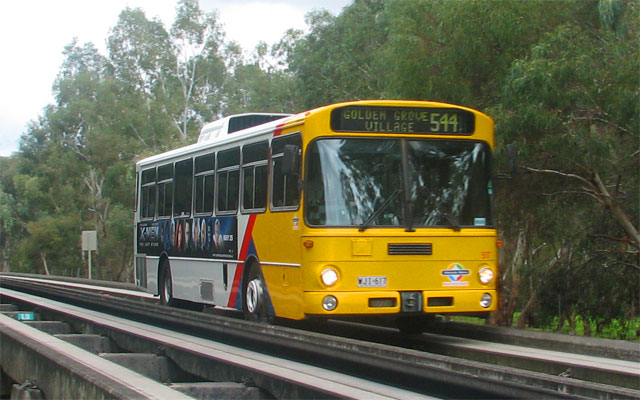
Een Mercedes-Benz O 305-bus op de betonnen baan

De O-Bahn is een geleidebussysteem dat de kern vormt van het HOV-busnet in de Australische stad Adelaide. Het deel met de speciale betonnen baan is circa 12 km lang. Het loopt van Grenfell Street in het centrum naar Tea Tree Plaza en heeft drie grote op- en overstapstations. 
De techniek van dit type geleide bus was ontwikkeld door Daimler-Benz om bussen te rijden als tramlijnen, dus op een vaste baan. Deze techniek is als eerste toegepast in Essen, vanaf 1980. Daar reden op veel tramlijnen bussen samen met trams, maar ook werd tramlijn 103 vervangen door een O-bahnlijn. De busdienst startte in Adelaide in 1986, nadat uitbreidingsplannen voor de tram van Adelaide waren stopgezet.